# Pål Sverre Valheim Hagen
Pål Sverre Valheim Hagen (Stavanger, 6 november 1980) is een Noors acteur. Hij is bekend om zijn rol als Jan Thomas in de film DeUsynlige, internationaal ook bekend als Troubled Water.

## Filmografie
- Den som frykter ulven (2004)
- Mirakel (2006)
- Roswell Enterprises (2006)
- Blokk B (2006)
- Max Manus (2008)
- DeUsynlige (2008)
- De Gales hus (2008)
- Lønsj (2008)
- Amor (2009)
- Jernanger (2009)
- Jeg reiser alene (2011)
- Kon-Tiki (2012)
- Ragnarok (2013)
- Beyond sleep (2016)
- What Happened to Monday (2017)

## Televisieseries
- Sejer - Svarte sekunder (2006)
- Buzz Aldrin, hvor ble det av deg i alt mylderet? (2011)
- Exit (2019-2021)
- Furia (2021)